# Carl Johan Åkesson
Carl Johan Åkesson es un deportista sueco que compitió en vela en la clase Europe. Ganó una medalla de bronce en el Campeonato Mundial de Europe de 1995.

## Palmarés internacional
| Campeonato Mundial | Campeonato Mundial       | Campeonato Mundial | Campeonato Mundial |
| Año                | Lugar                    | Medalla            | Clase              |
| ------------------ | ------------------------ | ------------------ | ------------------ |
| 1995               | Auckland (Nueva Zelanda) | Medalla de bronce  | Europe             |